# Intubație traheală
Intubația traheală, denumită de obicei pur și simplu intubație, reprezintă plasarea unui tub flexibil de plastic în trahee (trachea) pentru a menține căile respiratorii deschise sau pentru a servi drept canal prin care se administrează anumite medicamente. Se efectuează frecvent la pacienții grav răniți, bolnavi sau anesteziați pentru a facilita ventilația plămânilor, inclusiv ventilația mecanică, și pentru a preveni posibilitatea de asfixiere sau obstrucție a căilor respiratorii.
Calea cea mai utilizată este cea orotraheală, în care un tub endotraheal este trecut prin gură și aparatul vocal (corzile vocale) în trahee. Într-o procedură nazotraheală, un tub endotraheal este trecut prin nas și aparatul vocal în trahee. Alte metode de intubare presupun intervenția chirurgicală și includ cricotirotomia- denumită și cricotiroidotomie, laringotomie inferioară , sau puncție de urgență a căilor respiratorii (folosită aproape exclusiv în circumstanțe de urgență) și traheotomia, utilizate în principal în situațiile în care se anticipează o nevoie prelungită de sprijin pentru căile respiratorii.
Deoarece este o procedură medicală invazivă și incomodă, intubația se efectuează de obicei după administrarea de anestezie generală și a unui medicament de blocare neuromusculară. Cu toate acestea, poate fi efectuată la pacientul treaz cu anestezie locală sau topică sau în caz de urgență fără nicio anestezie. Intubația este în mod normal facilitată prin utilizarea unui laringoscop convențional, a bronhoscopului cu fibre optice flexibil sau a videolaringoscopului pentru a identifica corzile vocale și a trece tubul dintre ele în trahee și nu în esofag. Alte dispozitive și tehnici pot fi utilizate alternativ.